# فيولا غينتري
فيولا غينتري (بالإنجليزية: Viola Gentry)‏ هي طيارة أمريكية، ولدت في 1906 في روكنغهام في الولايات المتحدة، وتوفيت في 1959.